# Schäferschule Wettin
Die Schäferschule Wettin war die einzige Berufsschule für Schäfer in Mitteleuropa.

## Geschichte
Die Zentrale Berufsschule für Schäfer ging 1955 aus der Berufsschule für Landwirtschaft hervor. Gemäß staatlichen Vorgaben sollten die Bildungseinrichtungen in Splitterberufen zentralisiert werden. Da die Schäferschüler dauerhaft bei ihrer Herde sein mussten, wurden auch Internatsplätze geschaffen. Die Theoriestunden fanden auf der Oberburg in Wettin statt, die praktische Ausbildung im nahe gelegenen Mücheln. Für die Ausbildung der Schäferschüler wurde extra ein Stall in dem Ort geschaffen. Ab 1964 wurde aus der Zentralen Berufsschule die Spezialschule für Schäfer. Pro Jahrgang wurden bis zu 300 Lehrlinge ausgebildet. 1991 wurde die Schule aufgelöst. Das Gebäude wird heute vom Burg-Gymnasium Wettin genutzt.

## Hintergrund
In der DDR wurden Schafe vor allem zur Wollproduktion gehalten. Auf diese Weise konnten Devisen für den Import von Schafwolle aus Australien oder Neuseeland gespart werden. Das führte zum Aufbau von 6000 Schafherden mit 2,65 Mio. Tieren (gesamte Bundesrepublik 2018: 1,6 Millionen Tiere). Das Lammfleisch wurde zu 90 % in die Bundesrepublik und in den arabischen Raum exportiert. Jede LPG wurde verpflichtet, eine Schafherde zu halten. In der DDR waren ca. 6000 Schäfer tätig, wofür die Schäferschule den Berufsnachwuchs ausbildete. Nach der Wende fiel der wirtschaftliche Grund für die umfangreiche Schafhaltung weg, der Schafbestand sank deutlich.

## Filme
- Lämmer für die Reeperbahn – Wettin und seine Schäferschule, MDR, Erstsendung am 4. August 2020
- DDR-Magazin 1975/05, DEFA, Abschnitt über die Schäferschule